# Curia regis (Angleterre)
Pour les articles homonymes, voir Curia regis.

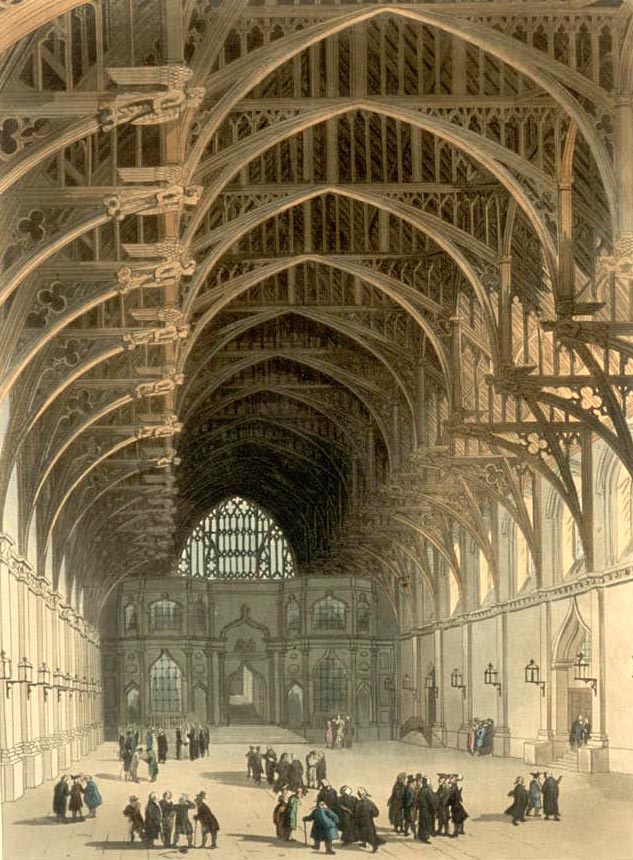
Palais de Westminster (1810)

La Curia regis d'Angleterre (Curia regis est une expression latine signifiant Conseil royal ou Cour du roi) était un conseil de nobles et d’ecclésiastiques qui conseillait le roi en matière législative. Cette assemblée remplaça son ancêtre anglo-saxon, le Witenagemot, après l’invasion normande de 1066. Elle fut remplacée vers 1215 par le parlement d'Angleterre (devenu 1707 la base principale du parlement de Grande-Bretagne, puis en 1801 celle du parlement du Royaume-Uni).
Ce Conseil royal se métamorphosa lentement en un véritable Parlement. En 1265, Simon V de Montfort, en rébellion contre Henri III, convoqua une assemblée de ses partisans sans autorisation royale préalable : les archevêques, évêques, abbés, comtes et barons furent tous convoqués, ainsi que deux chevaliers pour chaque comté. Les exigences de Montfort furent acceptées par Édouard Ier, ce qui se traduisit par la convocation du Parlement modèle en 1295. Dès le règne d’Édouard III, le Parlement se scinda en deux chambres et adopta sa forme moderne.

## Les formations de laCuria regis
La Cour possède deux formations :
- une formation technique, appelée king in council (le roi en son conseil), qui réunissait à la fois le roi et quelques juges professionnels ;
- une formation politique, appelée king in parliament (le roi en son parlement), qui réunissait les mêmes personnes plus les lords.

Le principe se dégagea qu'il fallait la réunion des deux pour pouvoir voter une nouvelle loi sur la levée d'un impôt.
À la suite de Jean sans Terre, qui fut obligé d'accorder la Magna Carta, vinrent s'ajouter également à la seconde formation des délégués des comtés (circonscription rurales) et des bourgs (circonscription urbaines) : ce sont les chevaliers (knights) et les bourgeois. Ces délégués forment une chambre qui leur est propre à la fin du Moyen Âge, la chambre basse (par opposition à la chambre haute des lords).
C'est à partir de ce modèle que va être théorisée la balance des pouvoirs, prélude de la séparation des pouvoirs, à partir du XVe siècle.